# I sette ribelli
I sette ribelli (Seven Angry Men) è un film del 1955 diretto da Charles Marquis Warren.
È un film biografico statunitense a sfondo storico e western  con Raymond Massey, Debra Paget, Jeffrey Hunter e Larry Pennell. È ambientato negli anni 1850 ed è incentrato sulle vicende dell'attivista antischiavista John Brown.

## Produzione
Il film, diretto da Charles Marquis Warren su una sceneggiatura e un soggetto di Daniel B. Ullman, fu prodotto da Vincent M. Fennelly per la Allied Artists Pictures e girato dal 21 settembre al 13 ottobre 1954. I titoli di lavorazione furono God's Angry Men, God's Angry Man e John Brown's Raiders.

## Distribuzione
Il film fu distribuito con il titolo Seven Angry Men negli Stati Uniti dal 27 marzo 1955 al cinema dalla Allied Artists Pictures.
Altre distribuzioni:
- in Portogallo il 3 settembre 1956 (O Terrível Juramento)
- in Germania Ovest il 5 aprile 1957
- in Finlandia il 19 agosto 1960 (7 hurjaa miestä)
- in Brasile (7 Homens Enfurecidos)
- in Grecia (7 akatavlita pallikaria)
- in Italia (I sette ribelli)